# Cinéma Moscou
Cinéma Moscou (en arménien : Մոսկվա կինոթատրոն) est la plus grande salle de cinéma de la capitale arménienne d'Erevan. Elle est située Place Charles-Aznavour le long de la rue Abovyan. Elle fut construite en 1937 sur l'emplacement de l'ancienne église Saint-Pierre-et-Saint-Paul détruite par les autorités soviétiques dans les années 1930.